# 上海公共租界工部局大楼

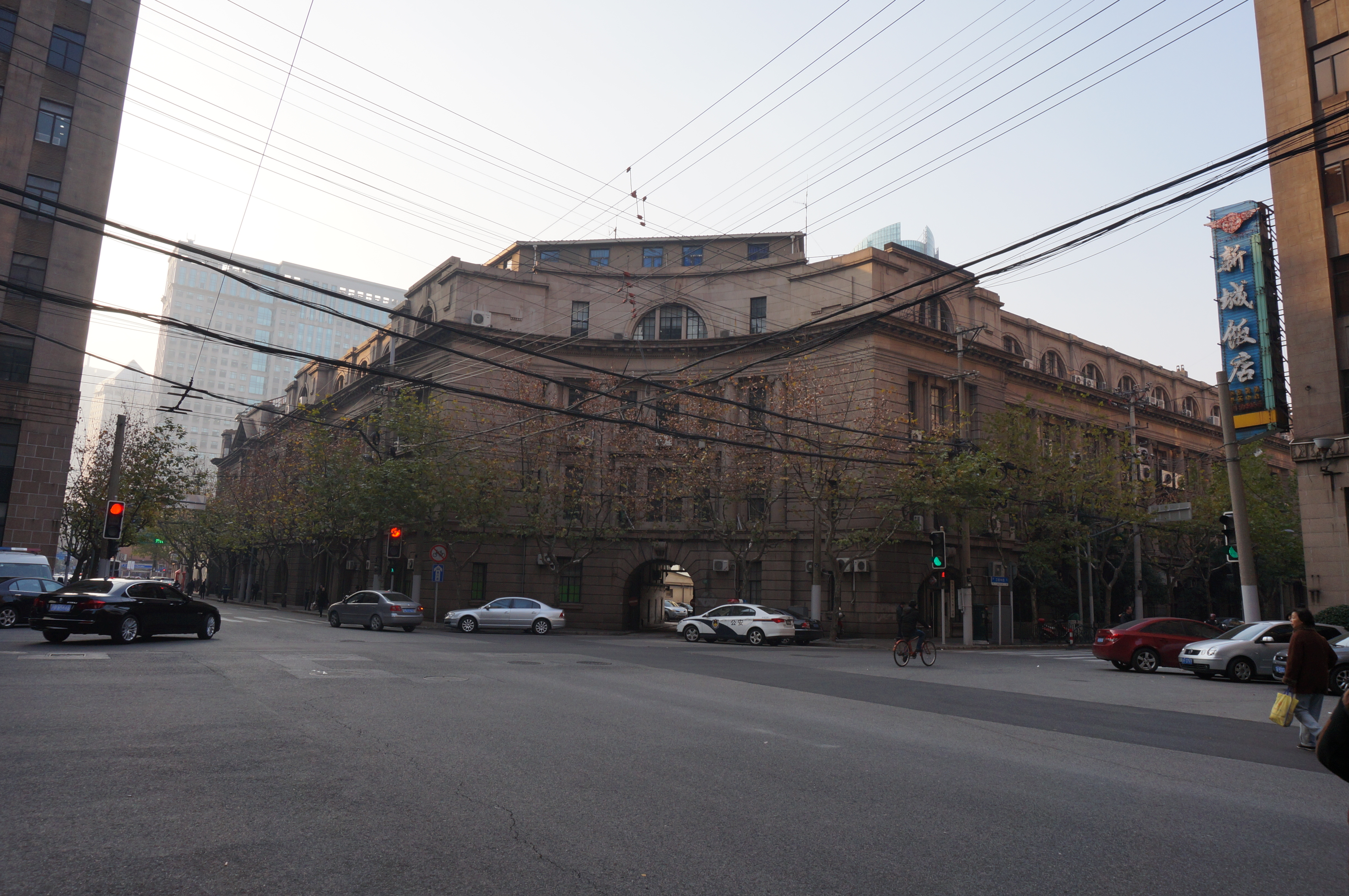
工部局大楼面向福州路的大门（2013年）

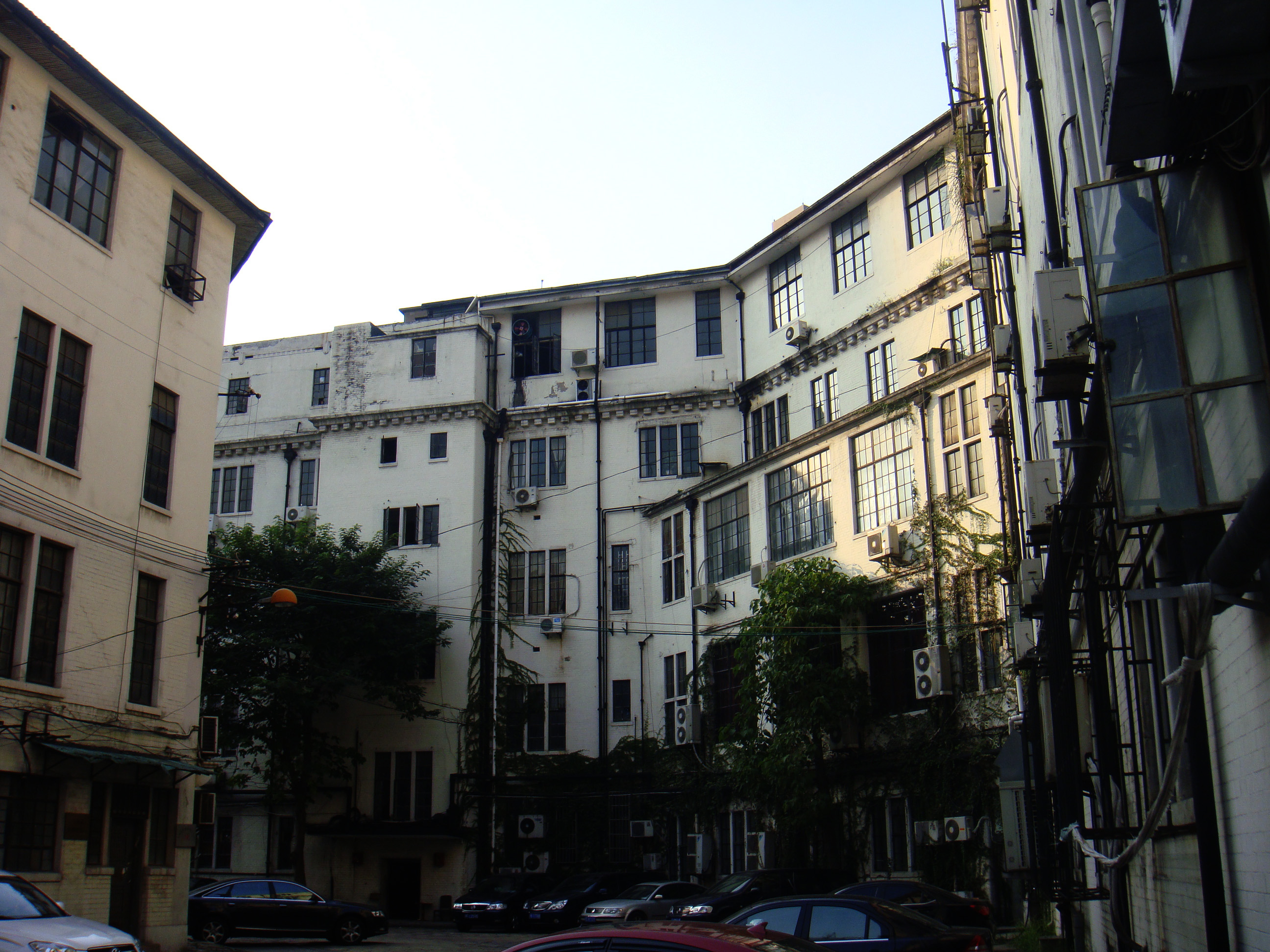
工部局大楼中庭东北角（2011年）

上海工部局大楼坐落于上海市江西中路215号、209号、汉口路193号，是上海公共租界最高行政机构工部局的办公大楼，建于1914年；并被后来的上海市政府、上海市人民政府用作办公场所，称为老市府大楼。2014年大楼开始改建为配置高端现代服务业的历史街区外滩·老市府，2024年5月完工。
大厦的建筑风格包括古典主义、巴洛克和文艺复兴式样，南、东、北几个立面分别采用不同的风格。4个角都采用凹进方式。正门开在东北角，即江西路、汉口路西南转角，汉口路北就是著名的上海圣三一堂（红礼拜堂）。大厦的东南转角，即江西路、福州路路口，后来4面的建筑：都城饭店、汉弥尔登大楼和建设大楼都采用凹进方式，形成一个微型圆形广场。

## 背景
上海公共租界工部局是上海公共租界的行政机构。由于上海一百年来变化很大，以致无法确切了解当初工部局具体办公地址，但是据史料证实在河南路江西路一带。主要的办公区域初期位于河南路上，此后逐渐向江西路扩展。根据工部局董事会会议记录的记载可以证实：1866年9月24日，首次出现的地址为河南路12号。次年7月的会议在河南路15号召开。1874年会议便已经在江西路17号，1880年1月5日变更为江西路23号，并一直沿用下来。
随着公共租界的扩大，工部局机构逐渐增加，原先的办公用房已经无法满足需求，于是公共租界董事会希望斥资修建一幢新的办公大楼来一次性解决问题。1913年，工部局工务处的工程师特纳（Robert Charles Turner）完成了大楼的设计方案，样式为欧洲新古典派与巴洛克式的混合，原定大楼基本为３层，局部地方为４层，不过在后来正式建造中普遍都加盖为４层。为了更加完善建筑的设计，特纳工程师特地前往英国与一些同行交流看法，同时与工部局驻伦敦办事处联络，开始为大楼的修建订购材料。

## 动工修建
在1913年度的上海公共租界纳税人会议上，特纳的设计方案获得批准。1914年年底，工部局大楼开始动工兴建。开工后不久，由于时值第一次世界大战爆发，一些原定的进口材料无法抵沪，使得工程进展缓慢，趋于停滞的状态。1918年，欧洲战事基本结束，工程重新进入正常的施工轨道。
1922年11月，大楼基本建成。据载：“11月间正式开放行政大楼。那时董事会将于每天下午4时－6时在‘工部局办公室’及各‘委员会办公室’接待来访者。具体事宜将有总办安排，到时还将在工部局公报和报界印发对纳税人的邀请，还要特别邀请领事团，法租界当局以及中国官员。还要准备有关大楼的历史及耗资等方面的资料，因为到时总董在‘接待时间’内的演说里将会介绍这方面的情况。”同年11月16日下午，工部局正式宣布启用汉口路新大厦。

## 大楼布局
大楼总占地约8,000平方米，建筑占地4832平方米，建筑面积达29,800平方米，楼内总共有400间办公室，可以容纳将近数千人同时办公。因为外墙使用花岗石筑成，所以被普通市民俗称为“石头房子”。
整幢大楼呈环形，三面建筑房屋，边门十处，东北角为正门，即今汉口路江西中路处。正门为凹面扇形门廊，上为平台，可以用于观景检阅。楼内有中央广场，占地约为３亩半，除了停放工部局职员的私人汽车以外，还同时为万国商团总部，经常停放６辆装甲车，并附设一个面积为1,700平米的风雨操场和小型靶场。同时设有万国商团俱乐部，拥有图书室、阅览室、大演讲厅，军官、军士休息室和健身房等。总巡捕房于1935年拆除后，改建为停车场。
大楼内部亦耗资不菲，走廊过道和墙壁都采用大理石或者彩色釉面瓷砖。主要入口和通往董事会会议室的楼梯则采用黑白相间的大理石，办公室一般铺设杨松、柳桉木地板。大楼的低压热水供应系统的设计聘请了当时为伦敦市政厅设计供热系统的英国设计师诺布斯（W. W. Nobbs）设计，楼内还配备了自动电话交换机。内部所使用的卫生设备、电梯、热水汀都为进口品牌。
在最初提交的设计图纸上，江西路、汉口路的主入口部分上面有一座高约50米的塔楼，据当时资料记载：“古柏和梅里门先生提到分发给纳税人会议的图纸上呈现的塔楼，公众普遍有些评论。董事会回忆董事们初次审查图纸时，曾认为塔楼是不必要的，但经过深思熟虑，却对其越益欣赏。爱士拉先生提到了董事会6月5日所发表的会议记录，是否声称纳税人可以在年会上讨论此项建筑的设计。董事会指示，对塔楼顶端的修改设计图纸应尽快呈报，以便对此问题作进一步考虑。”

## 使用者
自大楼建成以后，到1943年一直都为上海公共租界工部局所使用。随着太平洋战争的爆发，日军于1941年12月8日进驻租界，工部局总董改由日本人担任。而实际的管理权也由日军负责。1943年7月30日，工部局董事会“最后一次会议于5时15分结束”，工部局宣告解散。
1945年，抗战胜利后，上海市政府由枫林桥搬迁至该楼办公。同时大楼也成为上海市卫生局、工务局、财政局、中国航空建设协会上海分会、上海市消防处等单位使用。

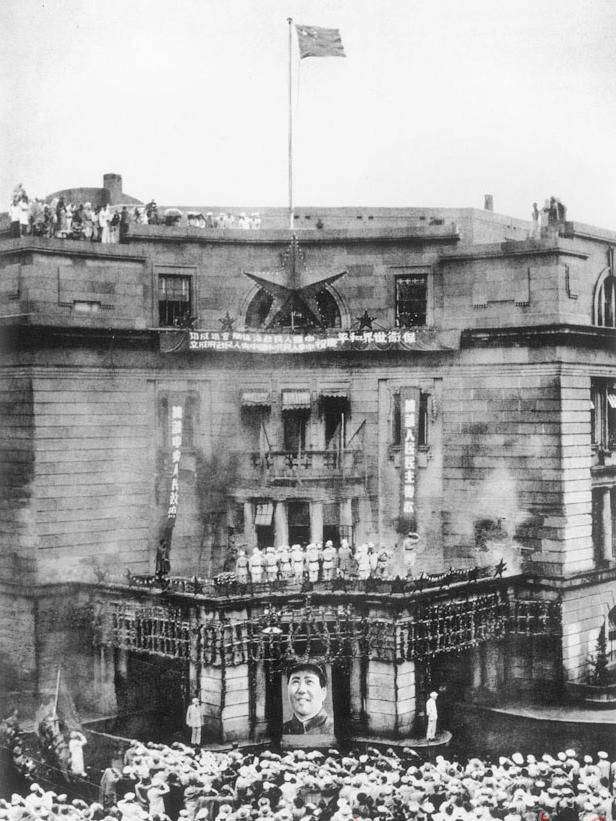
1949年10月2日，工部局大楼升起了上海历史上第一面中华人民共和国国旗

1949年5月25日，上海市区苏州河以南部分的防务由中国人民解放军接管，时任上海市长赵祖康，命令上海市警察局停止抵抗，务必维持社会秩序与治安。5月26日上午，赵祖康在市府大厦召开最后一次局、处负责人会议，商讨向解放军移交上海全市行政、防务问题。5月27日，上海市人民政府、中国人民解放军上海市军事管制委员会于该大楼宣告成立。10月2日，上海市人民政府举行升国旗仪式，在工部局大楼升起了上海历史上第一面中华人民共和国国旗。
1955年，中共上海市委、上海市人民政府移驻外滩汇丰银行大楼，工部局大厦成为上海市民政局、规划局、园林局、卫生局、环保局等机关办公处，并称为“老市府大楼”。1989年，工部局大楼被公布为上海市优秀历史建筑。之后，上海医疗器械集团也进驻此大楼作为总部，后迁址。
2014年，外滩投资开发集团着手对大楼所在街坊进行置换，年底启动征收工作。，2019年10月9日，大楼连同其所在的“160街坊”（由江西中路、福州路、河南中路及汉口路围合而成）保护性综合改造项目开工。改建工程由戴维·奇普菲尔德团队设计，包括围合始建时未完成的L型部分，改造庭院红色建筑、庭院多功能建筑、地下空间等。改造完成后的大楼70%空间将用于金融机构办公区域；20%空间将用于文化建设；10%空间作为商业空间。
2024年1月，启动招商。3月完成更新改造。改造後的老市府大楼地上面积约4.2万平米，地下面积约2.6万平米，包含办公、商业和文化功能。2024年5月20日定名外滩·老市府。

### 引用
1. ↑  . 中国新闻网. 2024-05-17.
2. ↑  潘玲. . Long River Press. 2008: 224. ISBN 9781592650781.
3. ↑   (PDF).   [2024-01-06]. （原始内容存档 (PDF)于2024-05-27）.
4. ↑  .   [2024-01-06]. （原始内容存档于2024-01-06）.
5. ↑  《工部局董事会会议录》，上海古籍出版社，2001年，22卷第595页
6. ↑  《工部局董事会会议录》，上海古籍出版社，2001年，19卷，第527页。
7. ↑  《工部局董事会会议录》，上海古籍出版社，2001年，28卷第735页、但到1943年12月17日，“总董向各位董事热烈祝贺说现在召开董事会最后一次会议，目的是为了最终了结工部局一切未了之事”。
8. ↑  .   [2019-09-27]. （原始内容存档于2020-11-10）.
9. ↑  .   [2014-12-19]. （原始内容存档于2014-12-19）.
10. ↑  .   [2022-07-03]. （原始内容存档于2022-07-03）.
11. ↑  孙今泾. . 好奇心日报. 2019-01-13. （原始内容存档于2020-10-22）.
12. ↑  . 上海频道--人民网_网上的人民日报. 2024-01-12  [2024-01-15]. （原始内容存档于2024-01-14） （中文）.
13. ↑  . 上海市人民政府. 2024-05-20  [2024-05-20]. （原始内容存档于2024-05-20）.